# Trong gia đình
Trong Gia đình (tiếng Pháp: En famille) là một cuốn tiểu thuyết được xuất bản vào năm 1893 bởi Hector Malot, nguyên bản tiếng Pháp.
Truyện đã nhiều lần được dịch ra tiếng Việt. Đầu tiên bởi dịch giả Hà Mai Anh. Gần đây bởi Huỳnh Lý, Mai Hương

## Tóm tắt
Trong gia đình kể về cuộc đời của cô bé Perrine mới 12 tuổi đã mồ côi cha mẹ. Sống một mình giữa những người xa lạ với bao khó khăn nguy hiểm phía trước, liệu Perrine sẽ đối phó ra sao? Với bao sự kinh hoàng, sợ hãi. Perrine đã từng ở một mình giữa rừng sâu trong đêm tối. Có khi mệt mỏi, đói khát đã làm em kiệt sức, mê man bất tỉnh. Một sự tình cờ kì diệu đã kéo em về với cuộc sống.
Siêng năng, tận tụy và ham học hỏi. Perrine được ông Vulfran và nhiều người tin tưởng. Em đau xót khi biết được mối bất đồng giữa ông và cha em - người con trai duy nhất. Ông nội em là nhà doanh nghiệp giàu có nhưng bất hạnh. Những người bà con tìm mọi cách ngăn cản mối liên hệ giữa ông và con trai để dễ dàng chiếm đoạt tài sản của ông. Liệu họ có thực hiện được ý đồ đó không? Và cô bé Perrine ít tuổi, thiếu kinh nghiệm sẽ xử lý ra sao trước sự theo dõi, bao vây, đe dọa, dụ dỗ từ nhiều phía?
Còn ông Vulfran khắc nghiệt từng tức tối lên án mẹ con Perrine có còn khăng khăng: "...Chẳng bao giờ coi nó là cháu... Bác căm ghét nó cũng như căm ghét con mẹ nó...", có thể mở rộng vòng tay đón cô cháu nội Perrine về lại gia đình chăng?

## Nhân vật chính
- Perinne (nhân vật chính)
- Chú lừa Palikare (thú nuôi của Perinne)
- Mẹ Perinne
- Bác Hạt Muối
- Hai Béo
- Bà Hầu Tước
- "Bố Cá Chép"
- Bendit
- dì Zénobie
- mẹ Francoise
- Vulfran